# Argyronympha guizona
Argyronympha guizona är en fjärilsart som beskrevs av Hans Fruhstorfer 1911. Argyronympha guizona ingår i släktet Argyronympha och familjen praktfjärilar. Inga underarter finns listade i Catalogue of Life.